# Francesco Caglioti
Francesco Caglioti (Lamezia Terme, 1964) è uno storico dell'arte italiano, ordinario di Storia dell'arte medievale alla Scuola Normale Superiore di Pisa.

## Biografia
Diplomatosi al Liceo classico Francesco Fiorentino di Lamezia Terme, ha studiato Lettere classiche all'Università di Napoli, laureandosi con una tesi in Storia dell'arte moderna (su Mino da Fiesole) sotto la guida di Giovanni Previtali. Successivamente ha conseguito il perfezionamento presso la Scuola Normale Superiore di Pisa dove è stato ricercatore in Storia della critica d'arte (1993-2001), affiancando Paola Barocchi.
Dal 2001 è stato professore associato di Storia dell'arte moderna alla Federico II, dove nel 2006 è diventato ordinario. Dal 2019 è ordinario di Storia dell'arte medievale alla Scuola Normale Superiore. 
Tra i massimi specialisti di scultura rinascimentale, nel 2019 ha riattribuito a Leonardo da Vinci una terracotta di Madonna con Bambino, inizialmente considerata opera di Antonio Rossellino, confermando così l’attività di Leonardo scultore
Nel 2019, assieme ad Andrea De Marchi (ordinario di Storia dell'Arte Medievale presso l'Università degli studi di Firenze), ha curato la mostra Verrocchio, il maestro di Leonardo a Palazzo Strozzi a Firenze.
Nel 2022 ha curato, tra Palazzo Strozzi e il Museo Nazionale del Bargello, la mostra Donatello, il Rinascimento.

## Opere scelte
- Ad Alessandro Conti (1946-1994), a cura di Francesco Caglioti, Miriam Fileti Mazza e Umberto Parrini, Scuola Normale Superiore di Pisa, Pisa 1996, ISBN 88-7642-064-9;
- Donatello e i Medici. Storia del David e della Giuditta, Olschki, Firenze 2000. ISBN 88-222-4941-0;
- I conoscitori tedeschi tra Otto e Novecento, atti del convegno, a cura di Francesco Caglioti, Andrea De Marchi, Alessandro Nova, Officina Libraria, Milano 2018, ISBN  978-88-97737-80-3;
- Verrocchio, il maestro di Leonardo, catalogo della mostra a cura di Francesco Caglioti e Andrea De Marchi, Marsilio, Venezia 2019, ISBN 978-88-297-0033-2.